# 蒋能杰
蒋能杰（1985年12月—），中国大陸独立制片人、纪录片导演，生于湖南省邵阳地区新宁县一渡水镇光安村棉花沙组，湖南农业大学校友。他的作品多以家乡农村为背景，主要作品有留守儿童纪录片《村小的孩子》、抗战老兵纪录片《龙老》、关注留守儿童和空巢老人的剧情长片《矮婆》、尘肺病人纪录片《矿民、马夫、尘肺病》等。

## 生平
蒋能杰生于湖南省新宁县一渡水镇光安村棉花沙组。他的父亲蒋美林曾在新宁当地的矿山当马夫运货，在1990年代被诊断出尘肺病。他的外祖父在1992年死于矿难。1996年，蒋能杰读小学四年级时，他的母亲到广州市的一家玩具厂打工，他成了留守儿童。2006年，他的父亲也离家打工，在广东做建筑工人。2009年，蒋能杰毕业于湖南农业大学平面设计专业。毕业后，蒋能杰创办了棉花沙影像工作室，他自己同时担任导演、摄影、剪辑，开始拍摄纪录片。
2009年，他在家乡光安村拍摄了三个月，完成了留守儿童纪录片《路》。同一年，光安村小学的房屋成为危房，学校即将被撤销。这所小学是蒋能杰的母校。蒋能杰以光安村小学为题材，历经六年拍摄，完成《路》的续作《村小的孩子》，讲述村里五个孩子的成长故事。《村小的孩子》获2014年11月第三届凤凰视频纪录片大奖最佳纪录片长片奖。之后，他又拍摄了《初三》，完成了他的“留守儿童三部曲”。2016年10月，他拍摄的留守儿童纪录片《加一》开始展映。
2012年，蒋能杰辞去在北京市光线传媒的工作，返回老家，参与拍摄、组织“农村空巢老人公益图片展”。期间，他接触到了空巢老人中的抗战老兵。那一年起，他带领团队在湖南、广东、四川等地拍摄了超过一百位抗战老兵。2015年，他拍摄的抗战老兵纪录片《龙老》开始展映。《龙老》讲述了新宁县丰田乡丰田村5组村民龙运松在家乡的生活。龙运松1939年同表妹结婚，1940年被抓壮丁，那时刚满18岁的他加入中国远征军，参加过1944年的松山战役，期间三次负伤。1945年，战火中的龙运松接到妻子要求改嫁的家书，龙运松回信同意。日本投降后，龙运松在1948年返乡，后来被定性为兵痞，他多次上访，但直至2014年5月逝世也没有获得平反。2015年11月，《龙老》获得第四届凤凰纪录片盛典最具传播价值奖提名。
2018年4月11日，蒋能杰的首部剧情长片《矮婆》作为第八届北京国际电影节“中国故事”单元展映影片，在北京百老汇电影中心首映。《矮婆》是一部关于留守儿童和空巢老人的电影，表现了光安村外号“矮婆”的留守儿童蒋云洁同奶奶、两个同父异母的妹妹在山村里的艰难生活。
2019年12月8日的凤凰网行动者联盟2019公益盛典颁奖典礼上，蒋能杰被评为年度十大公益人物。
2020年4月第二周，蒋能杰拍摄的纪录片《矿民、马夫、尘肺病》登上豆瓣一周口碑榜第一位，引起关注。这部纪录片时长83分钟，2010年开始拍摄，2020年完成。纪录片讲述了蒋能杰家乡湖南新宁的家人、亲戚因生计所迫在私人非法开设的矿山中采矿，遭遇矿难、染上尘肺病的故事。片中的马夫是蒋能杰的父亲蒋美林，矿民小刘是他的堂弟。蒋能杰表示，这部影片不可能公开上映，也不能公开传播。他将电影传到网盘上，在豆瓣电影的页面上留下自己的微信，亲自把影片分享给联系他的网友。

## 作品
纪录片
- 《路》
- 《常春庵》
- 《村小的孩子》
- 《初三》
- 《龙老》
- 《加一》
- 《矿民、马夫、尘肺病》

剧情片
- 《矮婆》